# Snydertown (comté de Northumberland, Pennsylvanie)
Pour les articles homonymes, voir Snydertown.
Snydertown est un borough situé au centre du comté de Northumberland, en Pennsylvanie, aux États-Unis,. En 2010, il comptait une population de 339 habitants, estimée au 1er juillet 2020 à 347 habitants. Le borough est incorporé le 26 mai 1871.

## Démographie
Lors du recensement de 2010, le borough comptait une population de 339 habitants. Elle est estimée, en 2020, à 347 habitants.

### Source de la traduction
- (en) Cet article est partiellement ou en totalité issu de l’article de Wikipédia en anglais intitulé « Snydertown, Northumberland County, Pennsylvania » (voir la liste des auteurs).